# Gare de La Trinité-Victor
Gare de La Trinité-Victor vasútállomás Franciaországban, La Trinité településen.

## Vasútvonalak
Az állomást az alábbi vasútvonalak érintik:
- Nizza-Breglio-vasútvonal

## Kapcsolódó állomások
A vasútállomáshoz az alábbi állomások vannak a legközelebb:
- Gare de l’Ariane - La Trinité
- Gare de Drap - Cantaron